# Georg Wilhelm Richmann

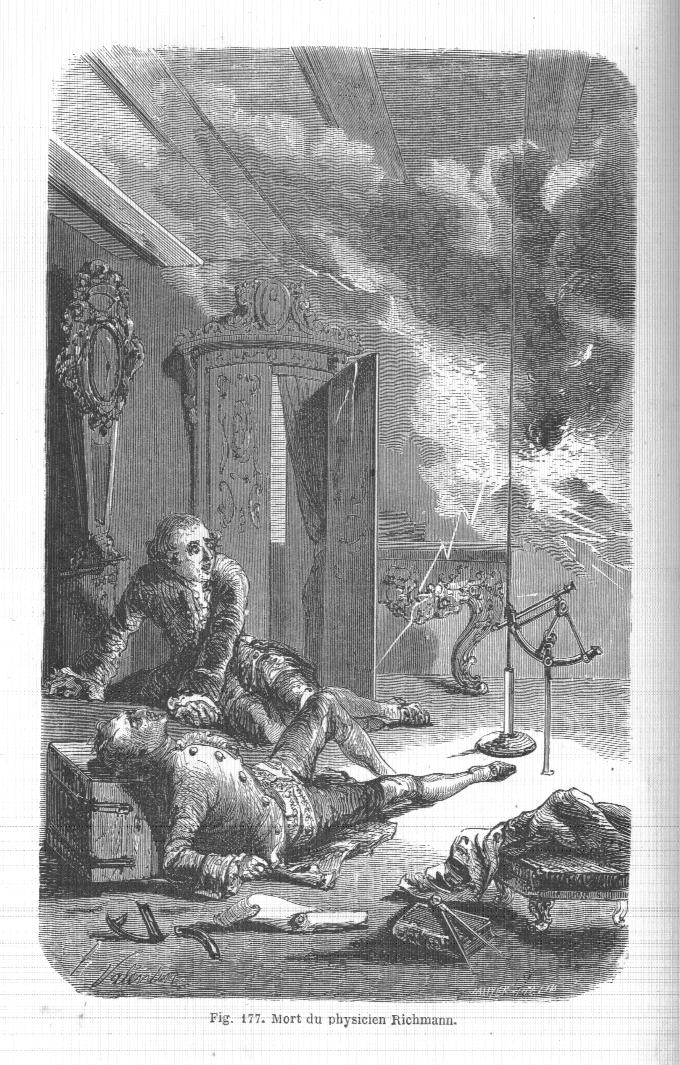
Một trong những vụ tai nạn tham khốc nhất của lịch sử điện từ học: Cái chết của Richmann

Georg Wilhelm Richmann (tiếng Nga: Георг Вильгельм Рихман) (22/7/1711-6/8/1753) là nhà vật lý người Nga gốc Đức. Ông đã chết một cách rất thảm khốc khi thực hiện lại thí nghiệm về cánh diều nổi tiếng của nhà khoa học người Mỹ Benjamin Franklin (thí nghiệm được thực hiện vào năm 1752) Ông bị sét đánh khi đang làm thí nghiệm , Richmann đã bị thiệt mạng. Đây là trường hợp đầu tiên trong lịch sử điện từ học có người thiệt mạng khi làm thí nghiệm về điện từ học. Những sự hy sinh thảm khốc như thế không hiếm trong khoa học, đặc biệt là trong một ngành chứa đựng nhiều nguy hiểm như điện từ học. 